# 橘志穂
橘 志穂（たちばな しほ、8月21日 - ）は、日本の女性声優。北海道出身。イエローテイル所属。

## 出演

### ゲーム
時期不明
- サウザンドメモリーズ〜千の絆と一太刀の裏切り〜

2009年
- 戦極姫〜戦乱に舞う乙女達〜（島津義弘[1]、富樫晴貞）

2010年
- 戦極姫2〜葉隠の乙女、風雲に乗ず〜（北条氏康、島津義弘、富樫晴貞）
- 戦極姫2 炎〜百華、戦乱辰風の如く〜（北条氏康[2]、島津義弘[3]、富樫晴貞）
- 戦極姫2 嵐〜百華、戦乱辰風の如く〜（北条氏康、島津義弘、富樫晴貞）

2011年
- 出撃!! 乙女たちの戦場2〜天翔ける衝撃の絆〜（美星葵）[4]
- 三極姫〜三国乱世・覇天の采配〜（高順[5]、公孫讃伯珪[6]、鄧艾士載[7]）

2012年
- 出撃!! 乙女たちの戦場2〜憂国を翔ける皇女のツバサ〜（美星葵）
- 三極姫〜戦煌の大火・暁の覇龍〜（（高順、公孫讃伯珪、鄧艾士載）
- 戦極姫3〜天下を切り裂く光と影〜（島津義弘[8]、北条氏康[9]）※PSP/PS3版。PS Vita版は2013年発売。

2017年
- 萌え萌え2次大戦(略)3（レスト、いちこ）

### 舞台
- SHAFT 7th PERFORMANCE「白南風の空 夢の伽詞」（優子 役）